# Забур
Забур (араб. زبور‎) — Псалтир. В ісламі Священне Писання, що було послане Аллахом пророку Дауду (біблійний Давид) 

## Про Забур (Псалтир) уКорані
Згадки про Забур фігурують у коранічних аятах:

"…Ми подарували Дауду Псалтир" (4: 163);

"Твій Господь краще знає тих, хто на небі й на землі. Ми раніше надавали перевагу одним пророкам над іншими і дарували Дауду Псалтир" (17: 55);

"Ми вже визначили у Псалтирі, після того, як вимовили повчання, що земля дістанеться у спадок моїм праведним рабам" (21: 105)

## Забур (Псалтир) у мусульманській традиції
Згідно з коранічними аятами, Забур є другим (після Таури (Тори)) Писанням, що було послане Аллахом людям. За мусульманською традицією пророк Дауд не був великим пророком (расулом), якому був посланий новий шаріат. Тому він керувався шаріатом Муси (Мойсея). Забур, як писання, був посланий щоб зміцнити релігію Муси. Вважається, що вірші (псалми) Забура були послані в прекрасному поетичному стилі. А сам Дауд, володіючи прекрасним голосом, мелодійно співав їх, викликаючи захоплення у слухачів.

Мусульмани вважають, що оригінал Забура був посланий на давній семітській мові та не дійшов до наших днів. Сучасні тексти Псалтиря, що входять до Біблії, не є його початковим текстом. Після послання Корану, релігійні постулати, що містилися у цій книзі, були повністю скасовані Аллахом